# Sieruan Casey
Sieruan Casey (* 1962; † 16. November 2022)  war ein deutsch-irakischer Schauspieler, Moderator und Sänger. Er war bekannt für seine Rolle des Sergej im TV-Spielfilm Tod aus der Tiefe. Casey lebte in Berlin und unterrichtete am Otto-Nagel-Gymnasium in Berlin-Biesdorf als Lehrer für Kunst, Darstellendes Spiel und Musik.
2011 nahm Casey an der Casting-Sendung X-Factor teil, scheiterte aber in der Vorrunde.

## Filmografie

### TV
- 2002: Hinter Gittern – Der Frauenknast
- 2009: Aktenzeichen XY
- Im Namen des Gesetzes
- 2009: Tod aus der Tiefe

### Kino
- Hinterland
- Der Haifänger
- 2013: Helden des Lebens (Kurzfilm)[4]
- 2018: Tamora Imperatrix (Kurzfilm)[5]